# 珍妮 (導盲犬)
珍妮是一隻雌性導盲犬，中國的第18隻導盲犬，畢業於中国导盲犬大连培训基地，後成為中國首位盲人鋼琴调律师陳燕的導盲犬，共服務8年，直至2018年退役。

## 生平
珍妮是一隻黑色拉不拉多犬，在中国导盲犬大连培训基地接受培訓，其訓練師是姜丹。
2010年上海世界博覽會期間，牠在「生命阳光馆」內表演。同年年底，牠在廣州的亞洲殘疾人運動會上引領盲人田径运动员吴春苗出場，倍受矚目。由於參與活動的關係，珍妮延遲了一年畢業。
2011年3月，陳燕到导盲犬大连培训基地領養導盲犬，經過一段時間的訓練後，珍妮正式被陳燕領養，從基地畢業。陳燕回到北京後，與珍妮出入公共場所之時卻時常四处碰壁，她與珍妮在地鐵天通苑站總共被先後拒載了11次。
陳燕以「導盲犬珍妮」的名義開通了微博帳號，用珍妮的口吻發文，贏得了十多萬的粉絲。隨著珍妮的故事流傳開來，引起相關機構關注，中国联通、吉野家等不少商家都陸續因此允许導盲犬進入其門市；《北京市轨道交通运营安全条例》2015年5月1日正式實施，陳燕與珍妮終於可以在天通苑站搭乘地鐵。珍妮因此有「改變中國大陸的第一隻導盲犬」的稱號。
2013年1月，珍妮在武漢同著名的「勵志狗」小薩會面。同年5月，珍妮隨陳燕至西藏拉萨造訪當地的盲童學校，成為首隻進入西藏的導盲犬。
2018年12月，珍妮正式退役，中国导盲犬大连培训基地特地為牠舉辦了一場退役儀式。退役後的珍妮進入寄养家庭養老。

## 外部連結
- 陈燕和她的导盲犬 （页面存档备份，存于）的微博
- 《導盲犬珍妮》 ，CCTV
- 《心理访谈》 20181014 导盲犬珍妮 （页面存档备份，存于），CCTV